# Rhode Motor
Rhode war ein britischer Hersteller von Automobilen.

## Unternehmensgeschichte

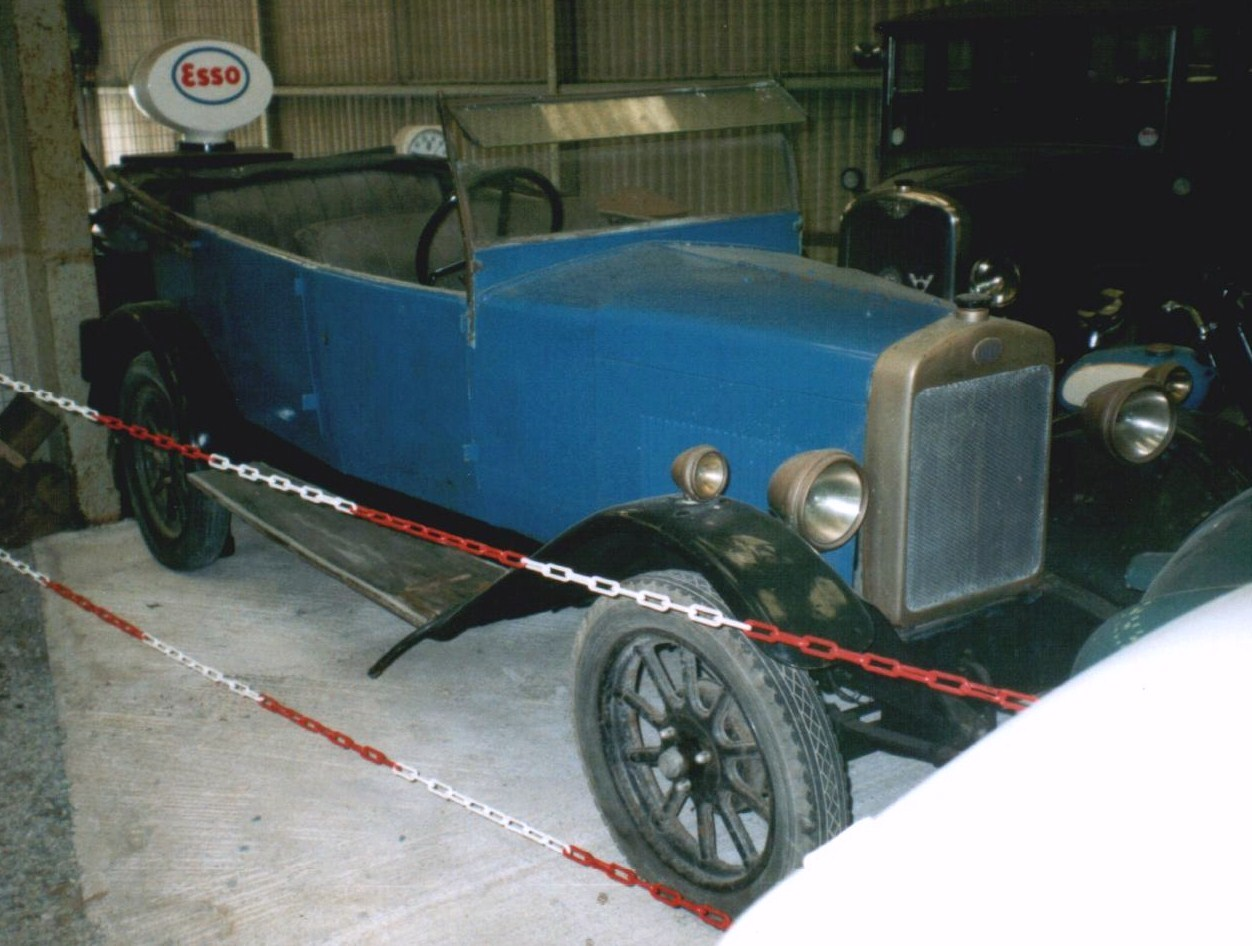
Rhode von 1925

Das Unternehmen Rhode Motor Co aus Birmingham wurde von Frederick William Mead und Tom Deakin gegründet. Mead arbeitete in den ersten zwei Jahrzehnten des 20. Jahrhunderts für den Automobilhersteller Lanchester Motor Company. Seit etwa 1910 entwickelten sie als Mead & Deakin Pläne für den Aufbau einer eigenen Automobilproduktion; der Ausbruch des Ersten Weltkriegs verhinderte aber ihre weitere Umsetzung. 1921 begann dann die Produktion von Automobilen. 1926 hatte das Unternehmen etwa 300 Beschäftigte, die etwa 50 Fahrzeuge pro Woche produzierten. Nach einem Generalstreik 1926 kam die Produktion vorübergehend zum Erliegen. Das Unternehmen musste sich reorganisieren, bevor die Automobilherstellung 1928 wieder aufgenommen werden konnte. In der Zeit von 1921 bis 1928 baute Rhode insgesamt 5000 Autos. 1931 war Rhode insolvent und wurde aufgelöst. Frederick William Mead Mead ging zunächst zu Morris, wo er als Leiter der Versuchsabteilung arbeitete. 1932 gründete er das Karosseriebauunternehmen Meredith Coachcraft, das noch vor dem Ausbruch des Zweiten Weltkriegs den Betrieb wieder aufgab. Meads Sohn Richard führte in der frühen Nachkriegszeit das Karosseriebauunternehmen Richard Mead Coach Building.

## Fahrzeuge
Alle Fahrzeuge waren mit Vierzylindermotoren ausgestattet. Das erste Modell 9 ½ HP wurde zwischen 1921 und 1925 hergestellt. Der Motor mit 62 mm Bohrung und 90 mm Hub leistete aus 1087 cm³ Hubraum 19 PS. Das Getriebe besaß drei Gänge. Der 10,8 HP von 1924 bis 1925, der 11/30 HP von 1926 bis 1929 sowie der Hawk von 1928 bis 1929 verfügten über einen Motor mit 1232 cm³ Hubraum. Das letzte Modell war der Hawk 12/50 HP, der zwischen 1929 und 1931 mit 1496 cm³ Hubraum angeboten wurde.
Ein Fahrzeug dieser Marke war im Dingles Fairground Heritage Centre in Lifton in Devon zu besichtigen.